# St. Louis to Liverpool
St. Louis to Liverpool é o sétimo album do cantor e compositor americano Chuck Berry, realisado em 1964 publicado pela Chess Records.
| Críticas profissionais | Críticas profissionais |
| Avaliações da crítica  | Avaliações da crítica  |
| Fonte                  | Avaliação              |
| ---------------------- | ---------------------- |
| AllMusic               | 5/5                    |

Alcançou a posição 124 na parada de álbuns da Billboard dos EUA, o primeiro álbum de estúdio de Berry a aparecer na parada. O crítico musical Dave Marsh chamou St. Louis to Liverpool de "um dos maiores discos de rock & roll já feitos".

## História
Em 18 de outubro de 1963, Berry foi libertado da prisão depois de ter passado 20 meses encarcerado devido à condenação sob a Lei Mann. Durante seu tempo na prisão, grupos de rock emergentes encontraram inspiração em seu trabalho. Os Beach Boys basearam seu single número 3, "Surfin' U.S.A." em seu "Sweet Little Sixteen"; os Beatles incluíram "Roll Over Beethoven" em seu segundo álbum americano; O single de estreia dos Rolling Stones no Reino Unido foi o cover de "Come On", e eles incluíram "Carol" em seu primeiro álbum americano, England's Newest Hitmakers.
Desejando capitalizar sua popularidade durante a Invasão Britânica, Berry e Chess Records criaram este álbum para atrair jovens compradores. St. Louis to Liverpool inclui quatro dos cinco singles que ele desfrutou em 1964, o último ano em que ele teria vários discos aparecendo na Billboard Hot 100: "No Particular Place to Go", "You Never Can Tell", "Promised Land ", e "Little Marie", uma sequência de "Memphis, Tennessee". As oito faixas adicionais incluíam os quatro lados B desses singles; "Our Little Rendezvous", lado B de 1960; uma versão alternativa inédita de seu single de Natal de 1958, "Merry Christmas Baby"; uma saída instrumental de uma sessão dos anos 1950; e "Liverpool Drive", um instrumental recente.
Em 13 de abril de 2004, a divisão Chronicles do Universal Music Group remasterizou o álbum para CD com três faixas bônus como parte da comemoração do 50º aniversário da Chess Records, incluindo "O'Rangutang", o outro lado do quinto de seu álbum de 1964. singles nas paradas "Nadine (Is It You?)", e uma faixa que apareceu no álbum de raridades de 1990, Missing Berries. Em 2008, o Mobile Fidelity Sound Lab relançou o álbum com Chuck Berry Is on Top em um CD Ultradisc II Gold.

## Lista de músicas
Primeiro Lado
| N.º | Título                        | Duração |  |
| 1.  | "Little Marie"                |         |  |
| 2.  | "Our Little Rendezvous"       |         |  |
| 3.  | "No Particular Place to Go"   |         |  |
| 4.  | "You Two"                     |         |  |
| 5.  | "Promised Land"               |         |  |
| 6.  | "You Never Can Tell (canção)" |         |  |

Segundo Lado
| N.º            | Título                 | Duração |  |
| 1.             | "Go Bobby Soxer"       | 2:59    |  |
| 2.             | "Things I Used to Do"  | 2:42    |  |
| 3.             | "Liverpool Drive"      | 2:56    |  |
| 4.             | "Night Beat"           | 2:46    |  |
| 5.             | "Merry Christmas Baby" | 3:14    |  |
| 6.             | "Brenda Lee"           | 2:15    |  |
| Duração total: | Duração total:         | 31:34   |  |

### Faixas bônus de reedição de 2004
| N.º            | Título                         | Duração |  |
| 13.            | "Fraulein"                     | 2:51    |  |
| 14.            | "O'Rangutang"                  | 3:02    |  |
| 15.            | "The Little Girl from Central" | 2:39    |  |
| Duração total: | Duração total:                 | 40:06   |  |

## Compositores
- Chuck Berry – vocal e guitarra
- Matt "Guitar" Murphy – guitarra elétrica (faixa 2)
- Johnnie Johnson – piano (faixas 2, 6, 8, 11, 13–15)
- Lafayette Leake – piano (faixas 5, 10, 12)
- Paul Williams – piano (faixas 3–4, 9)
- Willie Dixon – baixo (faixas 2, 5, 10–12)
- Odie Payne – bateria (todas as outras faixas excluindo 2, 10–11)
- Fred Below – bateria (faixas 10–11)
- Ebby Hardy or Jaspar Thomas – bateria (faixa 2)
- Leroy C. Davis – saxofone tenor (faixas 2, 6, 13–14)
- James Robinson – saxofone tenor (faixas 6, 13–14)
- Louis Satterfield - baixo (faixa 3 e algumas outras)